# Automatic Frequency Control

Un semplice circuito per il controllo automatico della frequenza che utilizza un diodo capacitivo.

Nei dispositivi radio l'Automatic Frequency Control o AFC (controllo automatico di frequenza) è un circuito che tiene sintonizzato automaticamente un circuito risonante sulla frequenza di un segnale radio in arrivo. Si usa soprattutto nei ricevitori radio per tenere il ricevitore agganciato alla stazione desiderata. È a volte indicato come AFT (automatic fine tuning).
La sua necessità nasce dal fatto che la frequenza di una stazione radio può variare nel tempo, o più facilmente può variare la frequenza di accordo dei filtri interni del ricevitore, deteriorando o anche interrompendo la ricezione. Il circuito AFC genera una tensione di errore proporzionale allo spostamento in frequenza rilevato, che viene usato in retroazione per correggere i circuiti di sintonia, compensando l'errore. Nella maggior parte dei ricevitori FM questa tensione di errore è facilmente disponibile e quindi è molto comune, nei ricevitori AM invece deve essere ricavato in modo indipendente, per cui è presente solo su ricevitori AM professionali o comunque di pregio.
I circuiti AFC divennero di uso comune nei ricevitori della seconda metà del XX secolo. Negli anni '70 i ricevitori cominciarono a usare i sintetizzatori di frequenza, che ricavavano la frequenza portante da un oscillatore a cristallo molto stabile, riducendo molto la necessità dei circuiti AFC di correzione.